# Dolina Lipinki
Dolina Lipinki – zespół przyrodniczo-krajobrazowy w dolinie potoku Lipinki (inne lokalne nazwy: Rzeczka, Potok Graniczny, Guidotto), lewego dopływu Bytomki, położona na wysokości około 249 m n.p.m., w Świętochłowicach na pograniczu Lipin i Chropaczowa.
Teren doliny został przekształcony poprzez niezrekultywowane hałdy Huty Cynku Guidotto w Chropaczowie. W obrębie doliny, oprócz kilkudziesięciu bardzo przyrodniczo interesujących zbiorników i oczek wodnych, z których największym jest staw Ajska, znajdziemy największe w Świętochłowicach zbiorowiska szuwarowe. Miejscowy krajobraz uzupełniają, porośnięte roślinnością ruderalną, poprzemysłowe hałdy i nieużytki. Dzięki dość wyjątkowym formom nadają one jednak całości bardzo malowniczy charakter. Poszczególne fragmenty doliny łączy płynący nią potok Lipinka oraz sieć jego dopływów. W tej części miasta zachowała się duża mozaikowość siedlisk, związana z występowaniem na małym terenie wielu różnych typów siedlisk. Wspomniana mozaikowość środowiska (obecność biotopów wodno-błotnych, polno-łąkowych, leśnych i różnego rodzaju nieużytków) oraz występowanie chronionych gatunków roślin i zwierząt to najważniejsze walory przyrodnicze tego obszaru.
Najciekawszą grupą zwierząt występującą w Dolinie Lipinki są ptaki. Obserwuje się tu gatunki związane z ekosystemami wodnymi, z zadrzewieniami oraz z terenami otwartymi i agrocenozami. Obok gatunków pospolitych obserwuje się także gatunki uznawane za bardzo rzadkie. Ogółem na omawianym obszarze stwierdzono ponad 100 gatunków ptaków – w tym blisko 70 lęgowych.
Poza ptakami występują tu także licznie płazy: ropucha szara i zielona, kilka gatunków żab oraz kumak nizinny. Spotkać tu także można zaskrońca zwyczajnego, czy co najmniej 11 gatunków ważek.
Istniejące tu ekosystemy bagienne i wodne, zasługują na ochronę nie tylko ze względu na walory przyrodnicze i krajobrazowe, lecz również ze względu na ich funkcje oczyszczające. Badania Czarneckiej wykazały, że ciąg stawów spełnia funkcję naturalnej oczyszczalni hydrobotanicznej, rozkładającej substancje organiczne ze ścieków bytowych, mimo silnego skażenia ściekami przemysłowymi (głównie siarczanami).